# Sickersdorf
Sickersdorf ist ein Gemeindeteil der Stadt Herrieden im Landkreis Ansbach (Mittelfranken, Bayern). Sickersdorf liegt in der Gemarkung Elbersroth.

## Geografie
Der Weiler liegt am linken Ufer der Wieseth, dem Dorf Gräbenwinden gegenüber. Im Norden liegt das Elbersrother Holz. Die Kreisstraße AN 37 führt nach Birkach (2,6 km westlich) bzw. nach Schönau (2,2 km nordöstlich). Die Kreisstraße AN 36 führt nach Elbersroth (1,1 km nordwestlich).

## Geschichte
Ursprünglich hießen beide Siedlungen diesseits und jenseits der Wieseth Gräbenwinden. Für den östlich gelegenen Teil setzte sich mit der Zeit die Bezeichnung Sickersdorf durch. 
Der Ort lag im Fraischbezirk des ansbachischen Oberamtes Feuchtwangen. 1732 bestand Sickersdorf aus 4 Anwesen und einem Gemeindehirtenhaus. Grundherren waren Klosterverwalteramt Sulz (1 Hof, 1 Gütlein) und das Hochstift Eichstätt (1 Hof, 1 Gütlein). Gegen Ende des 18. Jahrhunderts gab es nur noch 1 Anwesen, das dem eichstättischen Vogtamt Aurach unterstand. Von 1797 bis 1808 unterstand der Ort dem Justiz- und Kammeramt Feuchtwangen.
Mit dem Gemeindeedikt (frühes 19. Jahrhundert) wurde Sickersdorf dem Steuerdistrikt Gräbenwinden und der Ruralgemeinde Elbersroth zugewiesen. Am 1. Juli 1971 wurde Sickersdorf im Zuge der Gebietsreform in Bayern nach Herrieden eingemeindet.

### Baudenkmäler
- Binsenfeld: Wegkreuz, Gusseisenkruzifix, wohl zweite Hälfte 19. Jahrhundert, auf Sandsteinsockel, bezeichnet 1920; am Ortsausgang an der Straße nach Schönau bei der Abzweigung des alten Lettenbucher Weges[8]
- Butzenfeld: Wegkreuz, Kunststein, erste Hälfte 20. Jahrhundert; ca. 300 Meter außerhalb an der Straße nach Elbersroth[8]
- Elbersrother Holz: Sogenannte Binsenkapelle, schlichter Mauerbau in Form einer offenen Apsis, 18./19. Jahrhundert; mit Ausstattung; an der Straßenkreuzung[8]

### Einwohnerentwicklung
| Jahr      | 001818 | 001840 | 001861 | 001871 | 001885 | 001900 | 001925 | 001950 | 001961 | 001970 | 001987 |
| Einwohner | 36     | 54     | 53     | 55     | 48     | 70     | 53     | 59     | 49     | 44     | 44     |
| Häuser    | 6      | 6      |        |        | 10     | 10     | 10     | 10     | 10     |        | 11     |
| Quelle    | [ 10 ] | [ 11 ] | [ 12 ] | [ 13 ] | [ 14 ] | [ 15 ] | [ 16 ] | [ 17 ] | [ 18 ] | [ 19 ] | [ 1 ]  |

## Religion
Der Ort ist römisch-katholisch geprägt und bis heute nach St. Jakobus der Ältere (Elbersroth) gepfarrt. Die Einwohner evangelisch-lutherischer Konfession waren ursprünglich nach St. Wenzeslaus (Wieseth) gepfarrt.